# Marin Getaldić

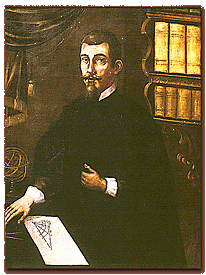
Marin Getaldić

Marin Getaldić (lateinisch Marinus Ghetaldus, italienisch Marino Ghetaldi; * 2. Oktober 1568 in Dubrovnik, Republik Ragusa; † 8. oder 11. April 1626 ebenda) war ein Mathematiker und Physiker. Er studierte in Rom und Löwen. Er arbeitete insbesondere auf den Gebieten der Optik und der Mathematik.

## Leben
Seine Familie stammte ursprünglich Tarent in Italien und gehörte zu den wohlhabenden Patriziern in Dubrovnik. Er ging auf die Franziskaner-Schule seiner Heimatstadt, in der er neben einer guten humanistischen Bildung auch Unterricht in Mathematik erhielt. Nachdem er um 1588 die Schule abgeschlossen hatte befasste er sich in einem wissenschaftlich interessierten Freundeskreis weiter mit Mathematik und Astronomie. Ab 1590 hatte er verschiedene Verwaltungsämter im Amt für Rüstung und Salzhandel (Salz war eine der Haupteinnahmequellen von Dubrovnik). 1595 ging er auf Europareise mit seinem Freund Marin Gucetic (der ihn bis zu seiner Rückkehr ständig begleitete) und besuchte dabei in Rom die Vorlesungen von Christophorus Clavius über die Parabel, besuchte um 1597 zwei Jahre England, war 1599 in Antwerpen bei Michel Coignet und 1600 Paris, wo er unter den Einfluss von François Viète kam, der ihn zu eigenen mathematischen Arbeiten ermunterte. Danach war er wieder in Italien, wo er 1600 in Padua Vorlesungen von Galileo Galilei hörte, der ihm auch seinen Proportionalzirkel erläuterte. 1601 verließ er Padua und war 1602 in Rom. 1603 verließ er Rom und kehrte über Venedig nach Dubrovnik zurück. Der genaue Grund ist nicht bekannt, doch fürchtete er wohl Verfolgung. Auf seiner langjährigen Europareise besuchte er nach den Worten seines Freundes Gucetic auch Nord- und Süddeutschland, fast das gesamte Frankreich und Italien. Ein Angebot Professor in Löwen zu werden schlug er aus. Es ist nicht genau bekannt wie er sich auf diesen Reisen finanzierte, er war aber von Haus aus wohlhabend. In Dubrovnik wurde er zunächst Richter am Berufungsgericht und inspizierte dann die Festungsanlagen der Republik insbesondere in Ston. Er korrespondierte weiter mit Wissenschaftlern wie Clavius, Galilei, Christoph Grienberger und Paul Guldin, beklagte sich aber über seine wissenschaftliche Isolation. 1606 wurde er von der Republik Dubrovnik auf eine Mission nach Istanbul geschickt. Nach seiner Rückkehr hatte er wieder verschiedene Verwaltungsämter und war auch wieder am Berufungsgericht. 1620 war er wieder in Rom und wurde 1621 in die Accademia dei Lincei gewählt, verließ aber vorher Rom in Richtung Dubrovnik.
Ghetaldi war verheiratet und hatte drei Töchter.

## Werk

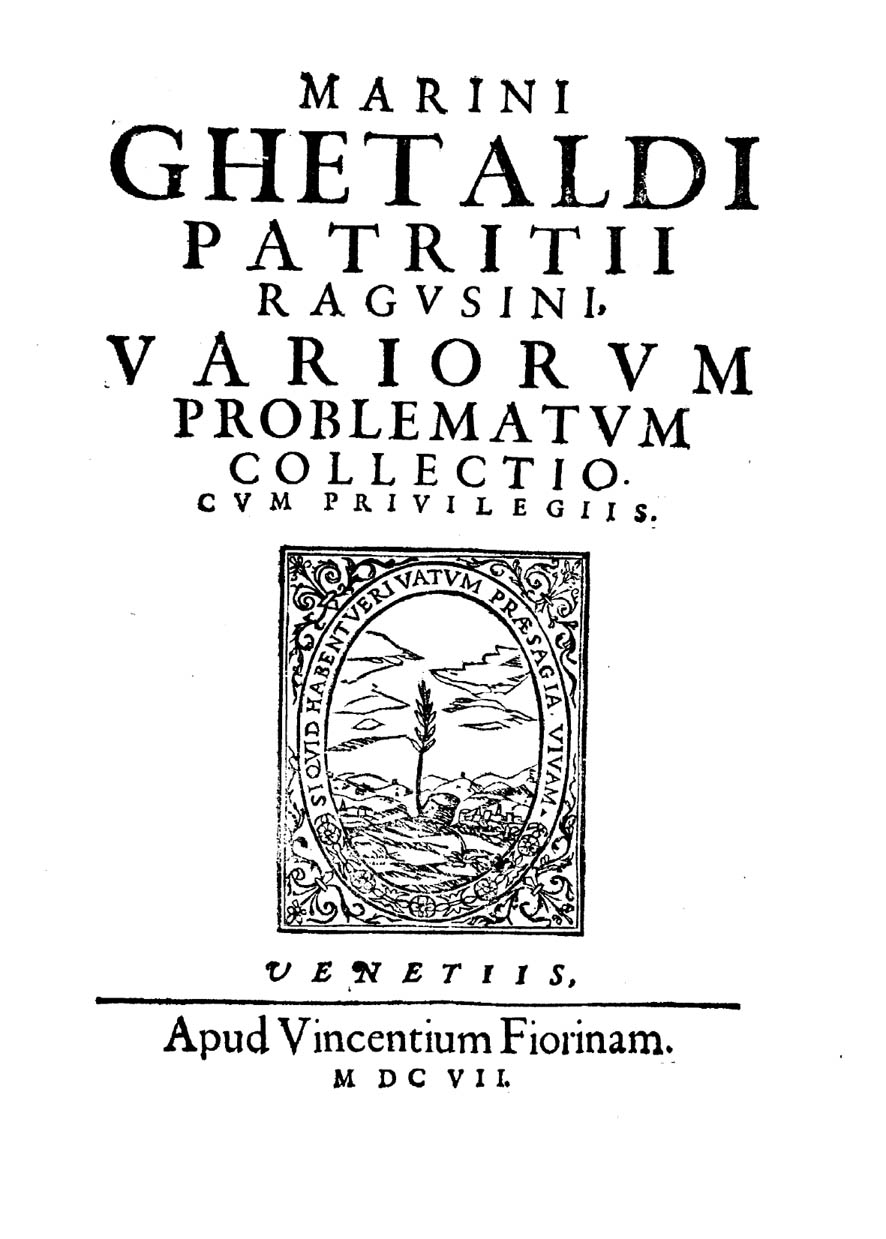
Variorum problematum collectio, 1607

Von Bedeutung ist vor allem sein Buch über Hydrostatik nach Archimedes von 1603 (Promotus Archimedis), in dem auch experimentelle Daten von spezifischem Gewichten verschiedener Festkörper und Flüssigkeiten aufgeführt sind. Im selben Jahr veröffentlichte er auch ein Werk über die Parabel und Kegelschnitte. Außerdem setzte er ein Projekt von Viète fort, die Rekonstruktion verlorener Bücher von Apollonios von Perge, worüber er 1607 und 1613 Bücher veröffentlichte. Er suchte sogar vergeblich in Istanbul nach einer arabischen Ausgabe von Apollonius. 1607 veröffentlichte er eine Sammlung mathematischer Probleme, unter anderem mit frühen Anwendungen der Algebra in der Geometrie (in der Lösung eines Problems von Apollonios mit den algebraischen Methoden von Viète entspann sich ein Austausch mit Alexander Anderson in Paris). Er ist damit ein Vorläufer von René Descartes, dem Begründer der Analytischen Geometrie, der sein postum 1630 veröffentlichtes Buch De resolutione et de compositione mathematica kannte. Den Schritt von Descartes geometrische Objekte ganz durch algebraische Gleichungen darzustellen vollzog er aber nicht.
Er baut einige Instrumente Galileis nach, unter anderem dessen Teleskop. Seine optischen Versuche mit Spiegeln führte er in der Grotte „Betina špilja“ unweit Dubrovniks durch (sie ist nach ihm benannt, sein Spitzname war Bete). Unter anderem schmolz er mit parabolischen Brennspiegeln Metalle.
Zuletzt befasste er sich mit Triangulation und wollte damit den Durchmesser der Erde bestimmen, wozu er 1626 Experimente mit zwei Jesuiten plante. Er starb aber vorher.

## Schriften

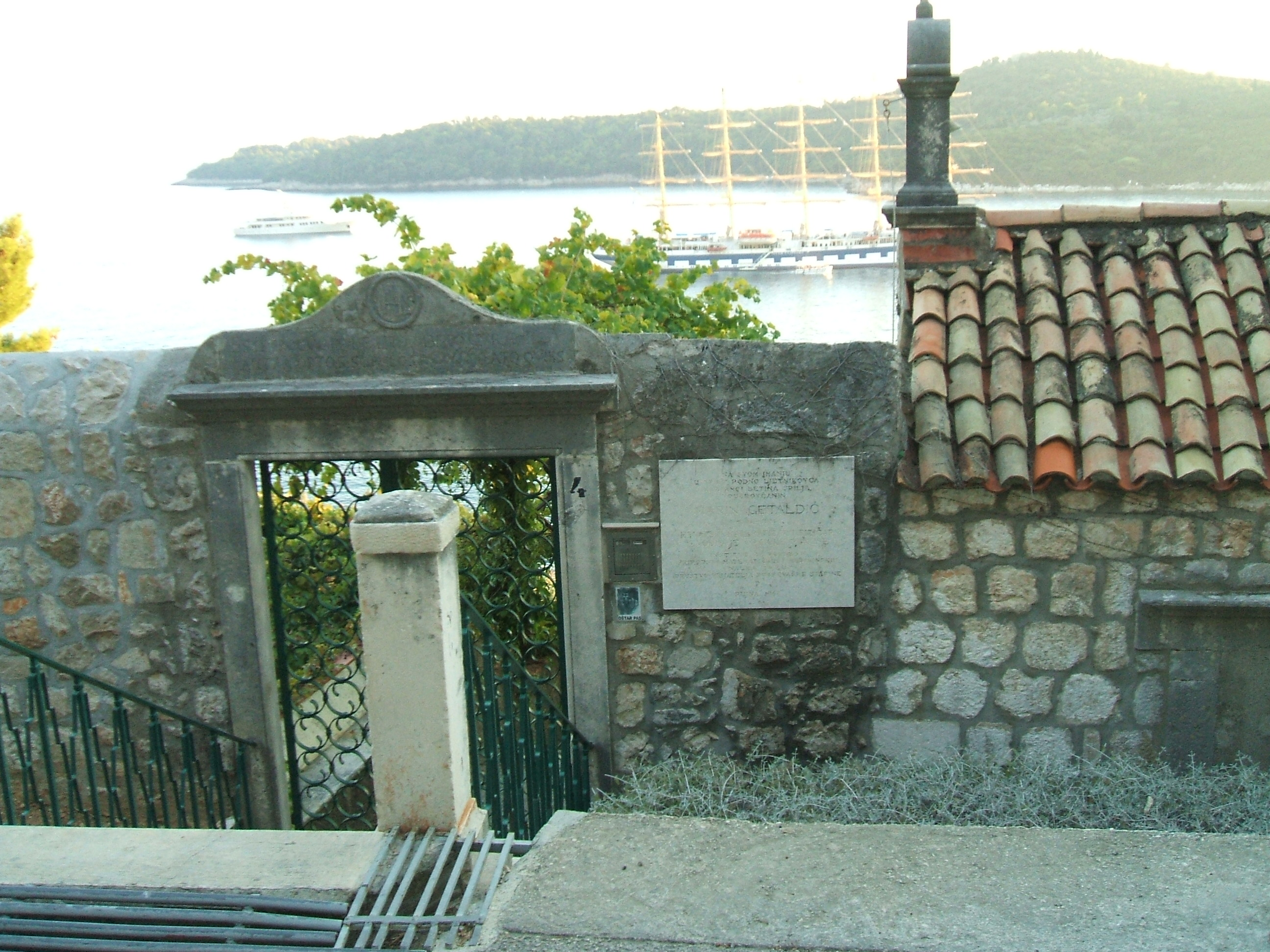
Eingang der Villa Getaldić in Dubrovnik

- Marini Ghetaldi: Patricii Ragvsini promotvs Archimedis sev de varijs corporum generibus grauitate et magnitudine comparatis. Rom 1603.
- Marini Ghetaldi: Nonnvlla Propositiones De Parabola. Rom 1603.
- Marini Ghetaldi: Variorum problematum Collectio. Venedig 1607.
- Marini Ghetaldi: Apollonius redivivus. Seu Restituta Apollonii Pergaei Inclinationum geometria. Venedig 1607.
- Marini Ghetaldi: Apollonius redivivus. Seu Restituta Apollonii Pergaei De inclinationibus geometriae liber secundus. Venedig 1613
- Marini Ghetaldi: De Resolutione et Compositione Mathematica. Opus Posthumum. Rom 1630.
- Žarko Dadić (Hrsg.): Marin Getaldić: Sabrana djela. (Opera omnia). Zagreb 1968 (Moderne Werkausgabe).